# Earl Klugh
Earl Klugh, né le 16 septembre 1953 à Détroit dans le Michigan, est un compositeur et guitariste de jazz américain. 
Il se dit influencé plus que tout par le guitariste country Chet Atkins, lequel l'a invité à jouer sur plusieurs de ses albums (Earl lui a rendu la pareille sur son album Magic in Your Eyes). Même s'il refuse de se considérer comme un musicien de jazz, il fut pourtant l'un des pionniers de cette forme de jazz contemporain mêlant jazz, R&B et pop que l'on appelle communément aujourd'hui smooth jazz. Il a d'ailleurs enregistré des albums en commun avec des stars du genre telles que George Benson, Bob James ou Hubert Laws. Il a également été membre de Return to Forever, groupe de jazz fusion dont le leader n'est autre que Chick Corea, mais il n'apparaît sur aucun disque du groupe. 
Fort de ses 13 nominations aux Grammy Awards  et de ses millions de disques écoulés, Earl Klugh est l'un des artistes de référence en matière de jazz crossover, comptant des fans aussi bien dans les cercles d'amateurs de jazz que parmi le grand public.

## Biographie
À l'âge de six ans, Earl Klugh commence à apprendre le piano jusqu'à ce qu'il passe à la guitare à l'âge de dix ans. À l'âge de 13 ans, Klugh est captivé par le jeu de guitare de Chet Atkins lors d'une apparition de ce dernier au Perry Como Show. Le premier enregistrement d'Earl Klugh se fait sur l'album Suite 16 de Yusef Lateef, sorti en 1970. Il joue ensuite sur l'album White Rabbit (1972) de George Benson et un an plus tard, en 1973, il rejoint son groupe de tournée.
En 1979, il enregistre l'album One on One en collaboration avec le claviériste de jazz Bob James. Pour cet album, Earl Klugh et Bob James reçoivent le prix Grammy de la meilleure prestation instrumentale pop lors des Grammy Awards de 1981. Depuis, il a reçu 12 nominations aux Grammy, a vendu des millions de disques, et continue aujourd'hui encore à faire des tournées dans le monde entier. Earl Klugh a également reçu le prix du meilleur enregistrement pour la performance et le son en 1977 pour son album Finger Paintings, décerné par Swing Journal, un magazine de jazz japonais.
Depuis 2004, Klugh organise chaque année au printemps un événement intitulé Weekend of Jazz, qui réunit des musiciens de jazz à l'hôtel Broadmoor de Colorado Springs. De nombreux musiciens du jazz et de genres liés tels que Ramsey Lewis, Patti Austin, Chuck Mangione, Bob James, Joe Sample, Chris Botti, Michael Franks, Roberta Flack, Michael McDonald et Arturo Sandoval se sont tous produits lors de cet événement annuel. Le Weekend of Jazz est, depuis 2010, également organisé au Kiawah Island Golf Resort en Caroline du Sud,,.

## Discographie

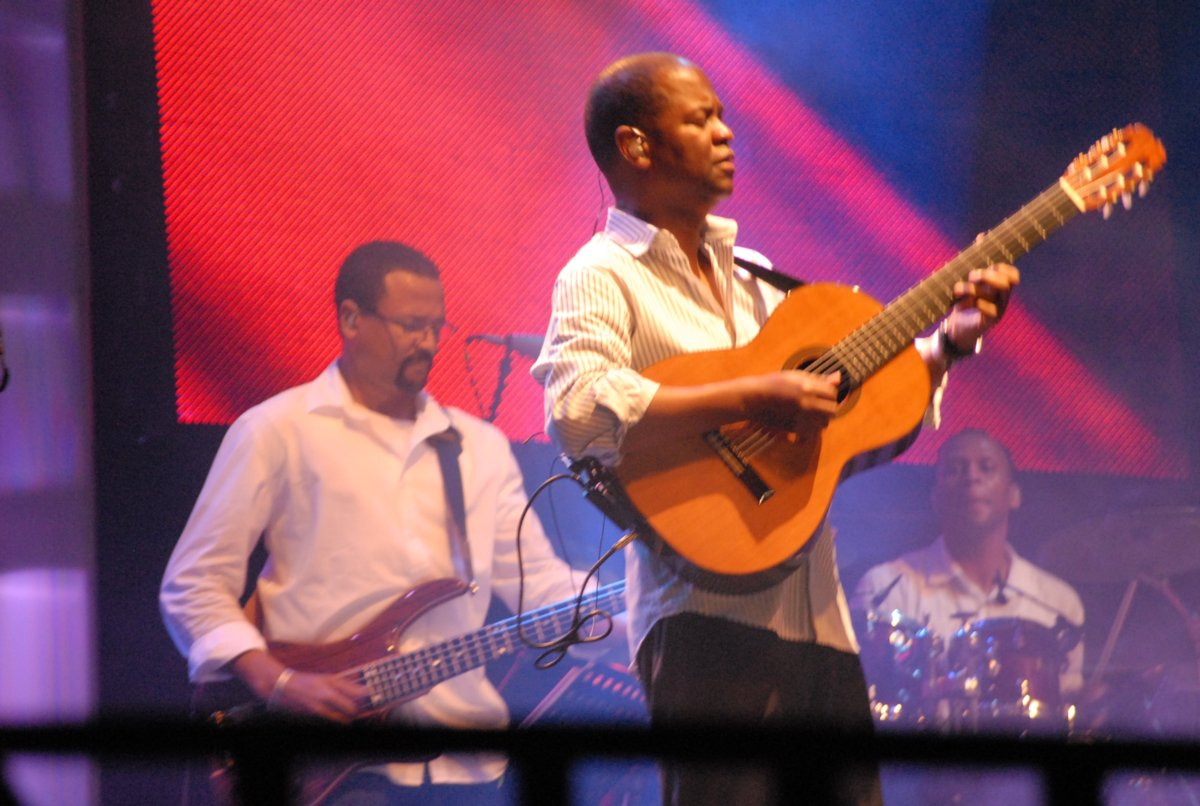
Earl Klugh au festival de jazz de la Riviera Maya à Playa del Carmen (Mexique) en 2008.

### Solo

#### Albums studio
- 1976 : Earl Klugh (en)
- 1976 : Living inside Your Love (en)
- 1977 : Finger Paintings (en)
- 1978 : Magic in Your Eyes
- 1979 : Heart String (en)
- 1980 : Dream Come True (en)
- 1980 : Late Night Guitar
- 1981 : Crazy for You (en)
- 1983 : Low Ride
- 1984 : Wishful Thinking
- 1985 : Nightsongs (en)
- 1985 : Soda Fountain Shuffle
- 1987 : Life Stories
- 1989 : Solo Guitar
- 1989 : Whispers and Promises (en)
- 1991 : Midnight in San Juan
- 1993 : Dream Come True
- 1994 : Move
- 1996 : Sudden Burst of Energy
- 1997 : The Journey
- 1999 : Peculiar Situation
- 2005 : Naked Guitar
- 2008 : The Spice of Life
- 2013 : HandPicked

#### Albums collaboratifs
- 1979 : Hotel California - Super Guitar Duo (avec Hiroki Miyano)
- 1979 : One on One (avec Bob James)
- 1982 : Two of a Kind (avec Bob James)
- 1982 : How to Beat the High Cost of Living (avec Hubert Laws)
- 1987 : Collaboration (avec George Benson)
- 1992 : Cool (avec Bob James)

#### Compilations
- 1991 : The Best of Earl Klugh, Vol. 1
- 1992 : The Best of Earl Klugh, Vol. 2
- 1993 : Ballads: Earl Klugh
- 1996 : Love Songs
- 1998 : The Best of Earl Klugh
- 2003 : The Essential Earl Klugh
- 2006 : Music for Lovers

#### Albums vidéo
- 2001 : The Jazz Channel Present Earl Klugh (DVD)

### Earl Klugh Trio
- 1991 : The Earl Klugh Trio, Vol. 1
- 1993 : Sounds and Visions, Vol. 2